# 宇治村 (高知県)
宇治村（うじむら）は、高知県土佐郡にあった村。概ね現在の吾川郡いの町枝川村・池ノ内にあたる。

## 地理
- 山岳：琴平山
- 河川：宇治川

## 歴史
- 1889年（明治22年）4月1日 - 町村制の施行により、枝川村・池ノ内村の区域をもって発足。
- 1950年（昭和25年）5月31日 - 大字池ノ内の一部（字木ヤガ谷1690-70）を吾川郡八田村に編入。
- 1954年（昭和29年）3月1日 - 吾川郡伊野町・八田村・高岡郡川内村と合併し、改めて吾川郡伊野町が発足。同日宇治村廃止。

## 交通

### 鉄道路線
- 土佐電気鉄道（現・とさでん交通）
  - 伊野線
    - 宇治学校前停留場（現・宇治団地前停留場） - 八代通停留場 - 中山停留場 - 枝川停留場

村域を鉄道省の土讃線が通過したが、駅は所在しなかった。現在は枝川駅が所在するが、当時は未開業。

### 道路
- 土佐街道（現・国道33号）

現在は旧村域に高知自動車道の伊野インターチェンジが所在するが、当時は未開通。